# برايان ويلش (متزلج قفز)
برايان ويلش (بالإنجليزية: Brian Welch)‏ هو متزلج قفز أمريكي، ولد في 18 يناير 1984 في Scarborough, Maine ‏ في الولايات المتحدة.

## وصلات خارجية
- برايان ويلش على موقع الاتحاد الدولي للتزلج (القفز التزلجي) (الإنجليزية)
- برايان ويلش على موقع اللجنة الأولمبية الدولية (الإنجليزية)
- برايان ويلش على موقع أوليمبيديا (الإنجليزية)